# 九七式狙擊步槍
九七式狙擊步槍為日本於1937年（昭和12年、皇紀2597年）設計制造與服役的手動槍機式狙擊步槍，由於以皇紀年份命名，故名為九七式狙擊步槍；日本自第二次中日戰爭起一直使用至二戰戰敗為止。

## 基本結構
基本上九七式狙擊步槍是以三八式步槍進行改裝而開發的，並採用相同的6.5毫米有阪（Arisaka）彈藥。原來的三八式步槍也有狙擊型步槍，所以說九七式狙擊步槍與三八式狙擊步槍不同之處則是改用較輕的槍托、加長的彎拉機柄（減少拉柄在操作時與瞄準鏡產生干擾）以及加裝2.5倍或九九式四倍光学瞄准镜及單腳架（monopod；後期版本已取消，成為九九式步槍標準配件）。
從外觀上區分九七式狙擊步槍與三八式狙擊步槍有一定困難，必須近看仔細觀察才能看出差別；三八式狙擊步槍的機匣上有刻印「三八式」，如果是大正三年（1914年）前的步槍上還有傳統象徵皇室的菊御紋章刻印。

## 特色

### 艇尾
一般來說有「艇尾」的彈頭在空氣動力學上會有較佳的表現，遠勝沒有「艇尾」的彈頭；沒有「艇尾」的彈頭威力比有「艇尾」的彈頭大，肇因彈頭受火藥雖送面積大並且享有較佳的氣密效應於有「艇尾」的彈頭。
6.5×50mm有阪子彈在大氣中高速前進時，其梭狀尖端能夠快速有效地將空氣「推開」，不過子彈推開大氣後，彈頭後方會形成小小的真空，大氣會以正常的壓力進行補償合併；在前進中的子彈正後方會一直保持一個真空區域由於子彈前方空氣被推開的關係，大氣在進行回填的程序時會受到真空的影響而優先填補真空的部份，也等於說空氣追逐著這一塊真空並且還以被吸入的方式進行填補，所以空氣會持續呈現出渦流狀（turbulence）。
以這樣的形狀通過大氣，該物體的後方的大氣反而會形成一股「拉力」（drag force），因為空氣渦流對於物體本身也會形成干擾，尤其依賴慣性為動能的拋射物其動能遞減的效率最快，尤其大部分平底型子彈有效射程不足原因與此有關。至於有艇尾的彈頭穿過大氣時幾乎就像熱刀切凍奶油一樣，由於彈尖前方的空氣幾乎是被劃開而非被推開，因為彈頭尾端直徑小於口徑，以至於彈頭後方的真空區空間跟著縮小，等於大氣順著彈頭形狀進行合併而不是被推開後再合併；彈頭飛經之處大氣等於幾乎沒有被干擾過，因此自然也就不會產生渦流干擾彈頭了。
以K98步槍為例，該槍到1934年正式採用艇尾彈。美國兵工在1926年採用.30 M1「球彈」。而日本未跟上這一步發展。

### 特性
然而在一面倒的評論中，6.5mm有坂子彈與九七式狙擊步槍仍然有兩個不可思議的特性；平均來說小口徑的彈頭經過約24吋長度的槍管，槍口在射擊時的閃焰幾乎不明顯，原因在於這一段距離的空間內彈藥的燃燒程序不是完成就是接近完成，因此射手得於黑暗中得到掩護與隱匿（見槍管）。
至少九七式狙擊步槍在這一點發揮的非常優異，往往在太平洋戰場上美軍官兵在特定距離內死於日軍冷槍之下而無法標定日軍狙擊手的位置進行還擊，都要拜九七式狙擊步槍所賜；不論在夜間美軍官兵都無法看見九七式狙擊步槍吐出的火舌；在白天也見不到九七式狙擊步槍口的白煙與塵土。
不過這並不代表日軍狙擊手是無敵的；日軍狙擊手往往不會變換射擊位置，只會死板地在同一個陣地上打到彈藥耗盡或陣亡為止；對於美軍的攻擊僅僅發揮「拖延」而非「遏止」的效果，亦予以美軍簡單的反擊戰術—一旦遭遇狙擊手，步兵在環境允許的狀況下呼叫M3李戰車支援，以其車載的37毫米口徑坦克炮發射炮霰彈，將狙擊手連其藏身的灌木叢或樹梢一併轟爛。
九七式狙擊步槍另外一個不可思議的特性是擁有低深平穩的外彈道與，儘管6.5mm有坂子彈初速僅有770m/s。
据说很多经历过抗战的老兵对于有坂子弹弹头的印象就是具有“一枪两眼”（贯穿力）的效果，但实际上至今唯一能查到的此说法来源是小说<烈火金刚>,并未有任何一篇文章能提供回忆者的姓名；在Beyer, Arima & Johnson 在美国陆军军医部二战出版的“弹道杀伤”第一章“敌人弹药”中有以下对日本38式步枪的 6.5 毫米子弹有细致的描述，称其中头部到躯干中弹后形成可怕的巨大穿出伤的亦不在少数。中華民國兵工署设计科曾经对三八式步枪进行过一系列研究测试，证明6.5mm有坂子弹在近距离制动明显，杀伤力等于79弹，而在远距离弹道很稳，超过600m后的致伤效果和其他同时期步枪弹没有决定性差别。而美军的资料也大量留下了6.5子弹进入人体后易于翻滚留下可怕创口的例子（金属与火焰的回忆），另外吴东主编革命根据地军工史料丛书《晋冀豫根据地》（北京•兵器出版社1990年出版，1990.4第1版，第1次印刷。第320页、325页韩麟春式新六五步枪部分）中明确提到过六五式枪比七九式枪的杀伤力更大。传闻6.5mm有坂子弹杀伤力低下盖因部署于中国战场方面日军所使用6.5mm有坂子弹取消了弹头尾部本应有配重铅导致弹头侵彻力过强但停止作用不足，但未能有相应资料佐证传闻，故可信度极低。

## 三八式改狙击步枪
在生产的九七式狙击步枪同时，从已经预生产的三八式步枪中选出部分精度较高者，参照九七式狙击步枪做修改后生产并装备部队，称为三八式改。

## 使用國
- 中華民國
- 中华人民共和国
- 大日本帝国

## 流行文化

### 電子遊戲
- 2022年—《應徵入伍》